# 短波放送

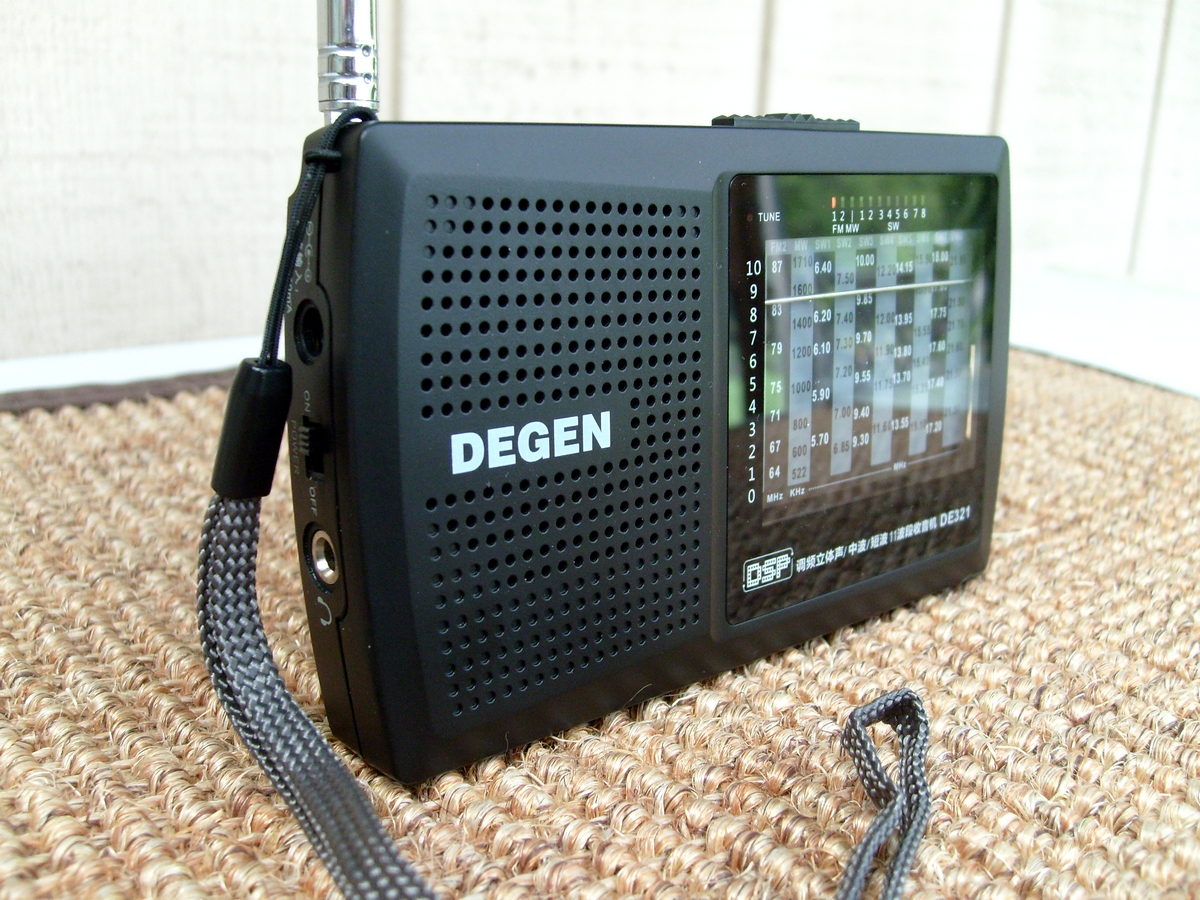
短波ラジオ受信機（中国・DEGEN社製）

短波放送（たんぱほうそう）とは、短波を用いて音響を送る放送である。
日本では、総務省令電波法施行規則第2条第1項第24号の2に「3MHzから30MHzまでの周波数の電波を使用して音声その他の音響を送る放送」と定義している。放送法施行規則別表第5号第5放送の種類による基幹放送の区分（2）にもあるので、基幹放送の一種でもある。

## 概要
国際放送や国土の広大な国での広域の国内放送に使われる。中波（MW：Medium Wave）による中波放送と対比して短波（Short Wave）を略してSWと表示される。変調方式は、中波放送と同様の両側波帯の振幅変調（AM）が主である。但し、単にAM放送と言った場合は中波放送に限り、短波放送は含めないのが普通である。
短波は上空に存在する電離層F層で反射するため、受信機やアンテナ、および外来雑音などの条件が良ければ、ほぼ全世界の放送を受信できるが、地球上の地表面から発射された電波が上空にある電離層での反射の影響を受けるためにフェージングが起こりやすく、電波が不安定になりやすい。但し、電離層の状態の変化により、条件の良い周波数は季節（夏季と冬季）や時刻（昼間と夜間）によっても変わるため、放送局は良好に受信できるように季節（夏季と冬季）や時刻（昼間と夜間）などによって周波数を変更したり、複数の周波数を同時に使って放送する。冬季や夜間は低い周波数の受信状態が良好になり、逆に夏季や昼間は高い周波数の受信状態が良好になる。また、電離層の状態は太陽黒点活動の影響を受けるために、太陽黒点数は約11年周期で増減する。太陽黒点数が増える時期になると高い周波数が受信状態が良好になり、太陽黒点数が少ない時期になると低い周波数が受信状態が良好になる。
第二次世界大戦以前の日本では短波受信機がさほど普及していなかったが、戦争中は短波放送の聴取が禁止されていた。戦後の1945年9月18日に短波放送の聴取禁止が解除された。

## 周波数
一部例外を除き、国際電気通信条約で定められた次の14のバンド（周波数帯）による。それぞれのおよその波長から、「メーターバンド」（mb）と呼ばれる。最も長波長の120mb（日本では未使用）は厳密には、短波の通常の定義である3000 - 30000kHzより長波長（低周波）の中波だが、短波放送に含められる。
| メーターバンド | 周波数（kHz） | 用途 |
| -------------- | ------------- | --- |
| 120m           | 2300 - 2495   | 赤道に近い熱帯地域で国内放送用に使われるため、俗にトロピカルバンドといわれる。                                                              |
| 90m            | 3200 - 3400   | 120mb同様にトロピカルバンドである。 |
| 75m            | 3900 - 4000   | アメリカ大陸では利用できない（3500 - 4000kHzまでアマチュア無線に割当て）。 主として国内放送用。ラジオNIKKEIが使用。                         |
| 60m            | 4750 - 5060   | 国内放送用。 |
| 49m            | 5900 - 6200   | 国内放送・国際放送用バンド。ラジオNIKKEIが使用。冬に多くの放送局が集中する。                                                                |
| 41m            | 7200 - 7450   | 国際放送用バンド。7200 - 7300 kHzはアメリカ大陸では利用できない（7000 - 7300kHzまでアマチュア無線に割当て）。                               |
| 31m            | 9400 - 9900   | 国際放送用バンド。短波放送のメインストリートといわれる。 多くの放送局が集中し、ラジオNIKKEIも使用（2018年から休止。免許返上はしていない）。 |
| 25m            | 11600 - 12100 | 国際放送用バンド。短波放送のメインストリートといわれる。                                                                                    |
| 22m            | 13570 - 13870 | 国際放送用バンド。開設されて歴史が浅いせいか局は少ない。                                                                                    |
| 19m            | 15100 - 15800 | 国際放送用バンド。主として遠距離伝搬用。 |
| 16m            | 17480 - 17900 | 国際放送用バンド。19mバンドに特性が似ている。                                                                                               |
| 15m            | 18900 - 19020 | 国際放送用バンド。開放されて歴史が浅いせいか局数は少ない。                                                                                  |
| 13m            | 21450 - 21850 | 国際放送用バンド。太陽活動の活発な時期の遠距離伝搬用。                                                                                      |
| 11m            | 25670 - 26100 | 国際放送用バンド。13mバンドと同様、太陽活動の活発な時期だけ使われる。遠距離伝搬用。                                                         |

## 変調方式
使用される変調方式は振幅変調（AM）が多い。ステレオ放送には仕様上は対応するが、過去を含めて世界のいずれの局でも採用されたことはない。
WARC-HF-BC-87（1987年世界無線通信主管庁会議）において、2015年末までにSSBへの全面的移行が提議されたが、WRC-03（2003年世界無線通信会議）で、期限を定めずにデジタル方式に移行すると変更された。このデジタル方式とされたのがデジタル・ラジオ・モンディエール（DRM）である。対応受信機で聞くか、アナログ受信機で受信して中間周波数をDRMコンバータに入力して復調することとなる。日本仕様のDRMに対応した端末こそ存在しないが、外国仕様の対応端末での受信だけなら日本でもできる。

## 放送局
日本国内では、日本放送協会（NHK）による海外向け放送として「NHKワールド・ラジオ日本」と民間放送（民放）では、日本国内向け放送の日経ラジオ社の「ラジオNIKKEI」が実施している。この2者は特定地上基幹放送事業者である。
更に、北朝鮮拉致問題の拉致被害者の可能性が強い日本人向けに「特定失踪者問題調査会」（民間団体）による「しおかぜ」は、茨城県古河市にあるKDDI八俣送信所から送信しているが、地上基幹放送局ではなく業務用の特別業務の局として免許されている。気象庁は航空機向けにVOLMET放送を、ファクシミリで船舶向けに気象無線模写通報を送信しているが、これらも気象用の特別業務の局による。これら特別業務の局が行うのは電波法令上は同報通信といい地上基幹放送局による地上基幹放送ではない。また、放送法令上の放送でもない。
海外では、イギリスBBCの「BBCワールドサービス」、アメリカの「ボイス・オブ・アメリカ」（VOA）などが有名である。
日本の周辺諸国からの日本向け日本語放送は、大韓民国（韓国）の「KBSワールドラジオ」、朝鮮民主主義人民共和国（北朝鮮）の「朝鮮の声放送」、中華人民共和国（中国）の「中国国際放送」、中華民国（台湾）の「台湾国際放送」、ベトナム社会主義共和国の「ベトナムの声放送局」、モンゴル国の「モンゴルの声」などが実施している。国家（政府）以外では、キリスト教系などの宗教団体が宗教放送を実施している。一部の独裁国家では難民や亡命者などの反政府派が正体を隠して放送している地下放送も実施されている。
また、北朝鮮拉致問題の拉致被害者の日本人などに向けて日本政府の「拉致問題対策本部」（日本の内閣が設置）が行っている「ふるさとの風」は海外の第三国の送信所から行われている。
2000年代以降から衛星放送（BS放送）、通信衛星（CS放送）やインターネットなどが普及したことにより短波放送の重要度は低下しており、先進国では短波放送が縮小や廃止されてインターネット放送などに移行しているが、通信設備が十分に整備されていない開発途上国などでは依然として短波放送の重要度は高い。

## 受信機と受信アンテナ

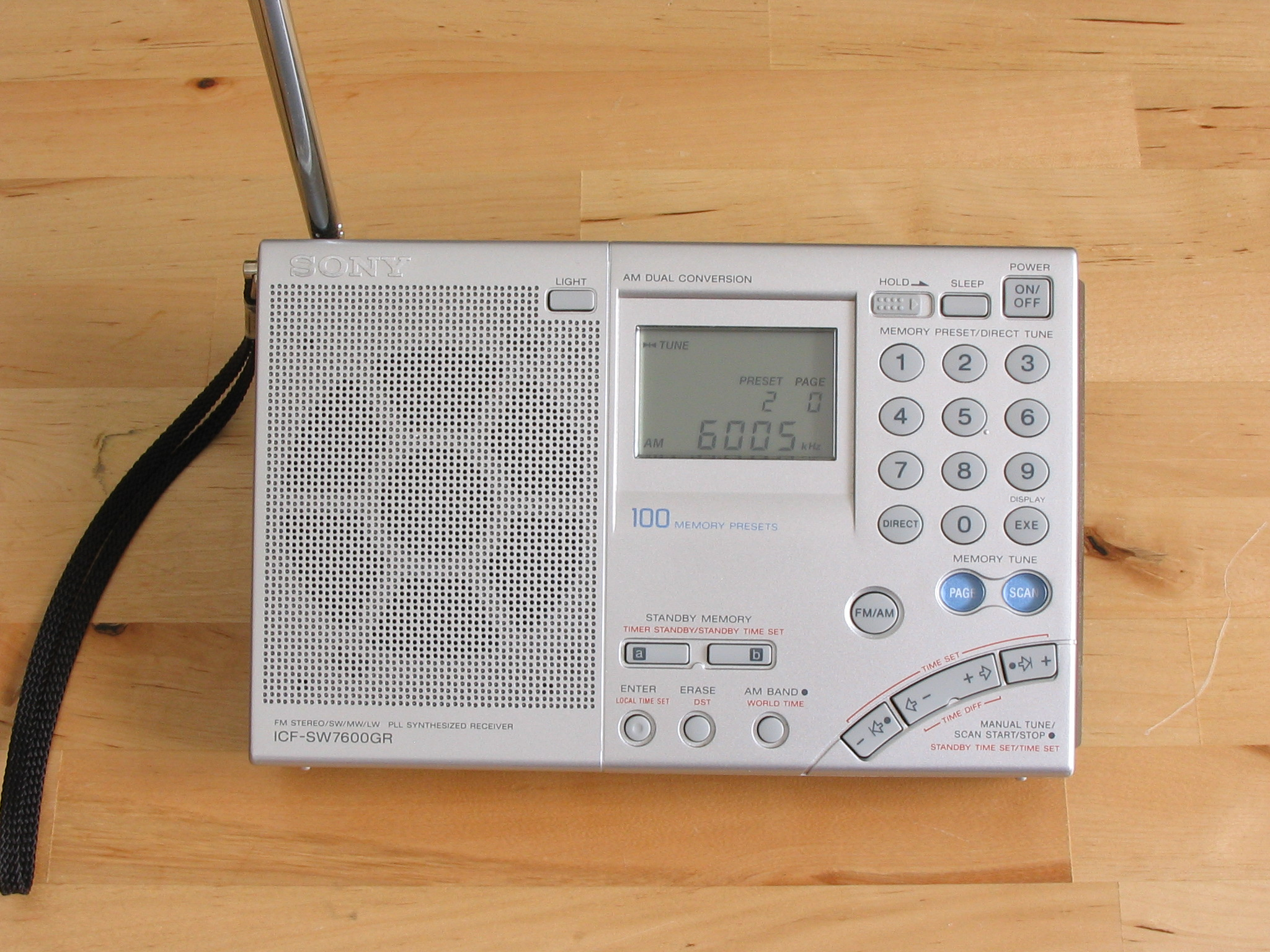
日本で販売されていたソニーICF-SW7600GR。2001年発売のモデルが2016年時点で現行商品として販売されている状況であった。現在のソニーはワールドバンドラジオをカタログから削除している。

短波放送を受信するためには、これに対応した受信機（ラジオ）が必要である。
日本ではSONY、アイワ、「ELPA」ブランドの朝日電器、「Audio Comm」ブランドのオーム電機、「ANDO」ブランドのアンドーインターナショナル、「Qriom」ブランドの山善などの各社が短波ラジオ（ワールドバンドラジオとも）を製造し、国内の家電量販店、ディスカウントストア、ホームセンターやインターネットの通信販売などで販売している。中国のTECSUN・DEGENなどのメーカーが生産する安価な短波ラジオが、「株・競馬ラジオ」などと称して販売されているほか、日経ラジオ社（ラジオNIKKEI）受信専用の短波ラジオもある。
また、上級者向けにアマチュア無線機や業務用無線機などの製造販売メーカーが、据置型やハンディ型のオールバンド受信機（広帯域受信機）を製造している。これらは主にアマチュア無線専門店で販売している。
バブル景気期は時代を反映し、高級車のデッキでの短波ラジオの搭載が見受けられたが、現在はトヨタ・センチュリーのみに搭載されている。
海外から輸入する場合、ラジオ放送用の受信機器（関税率表85.27項）については関税率を無税としており、関税定率法の規定により、計算される課税価格に対して消費税が課される。個人輸入で比較的安価に購入できるものもあるが、故障の際に日本で修理できず、自力で修理するリスクもある。
一般的な短波ラジオは、電波が不安定な特徴があるので付属ロッドアンテナ（棒状アンテナ）に市販の家電用の電線コード（3〜5ｍ程度）を繋いで窓際や屋外に出す事があり、これによって受信を改善する事がある（ロングワイヤーアンテナを参照）。外部アンテナが接続可能な機種もあり、窓際や屋外に設置した外部アンテナを使用することにより受信を改善する事が出来る。

### 2019年現在の日本国内の短波ラジオメーカー
- アイワ（TECSUN OEM品）
- 朝日電器（「ELPA」ブランド）
- オーム電機（「Audio Comm」ブランド）
- アンドーインターナショナル（「ANDO」ブランド）
- 山善（「Qriom」ブランド）
- ケンコー・トキナー（「kenko」ブランド）
- ヤザワコーポレーション（「YAZAWA」ブランド）
- 東芝エルイー（短波も受信可能な「TY-SHR3」を発売している）
- パナソニック（ラジオNIKKEI対応3バンド=AM/FM/SW通勤ラジオ「RF-NT850RA」）
- ソニー（ラジオNIKKEI対応3バンド「ICF-M780N」）

### 2019年現在の中国の短波ラジオメーカー
- DEGEN（德劲）
- TECSUN（德生）
- Kchibo
- REDSUN
- ZHIWHIS